# 榼藤
榼藤（学名：Entada phaseoloides），又名鸭腱藤、鴨見藤、榼藤子，为豆科榼藤属下的一种常绿藤本植物。

## 描述

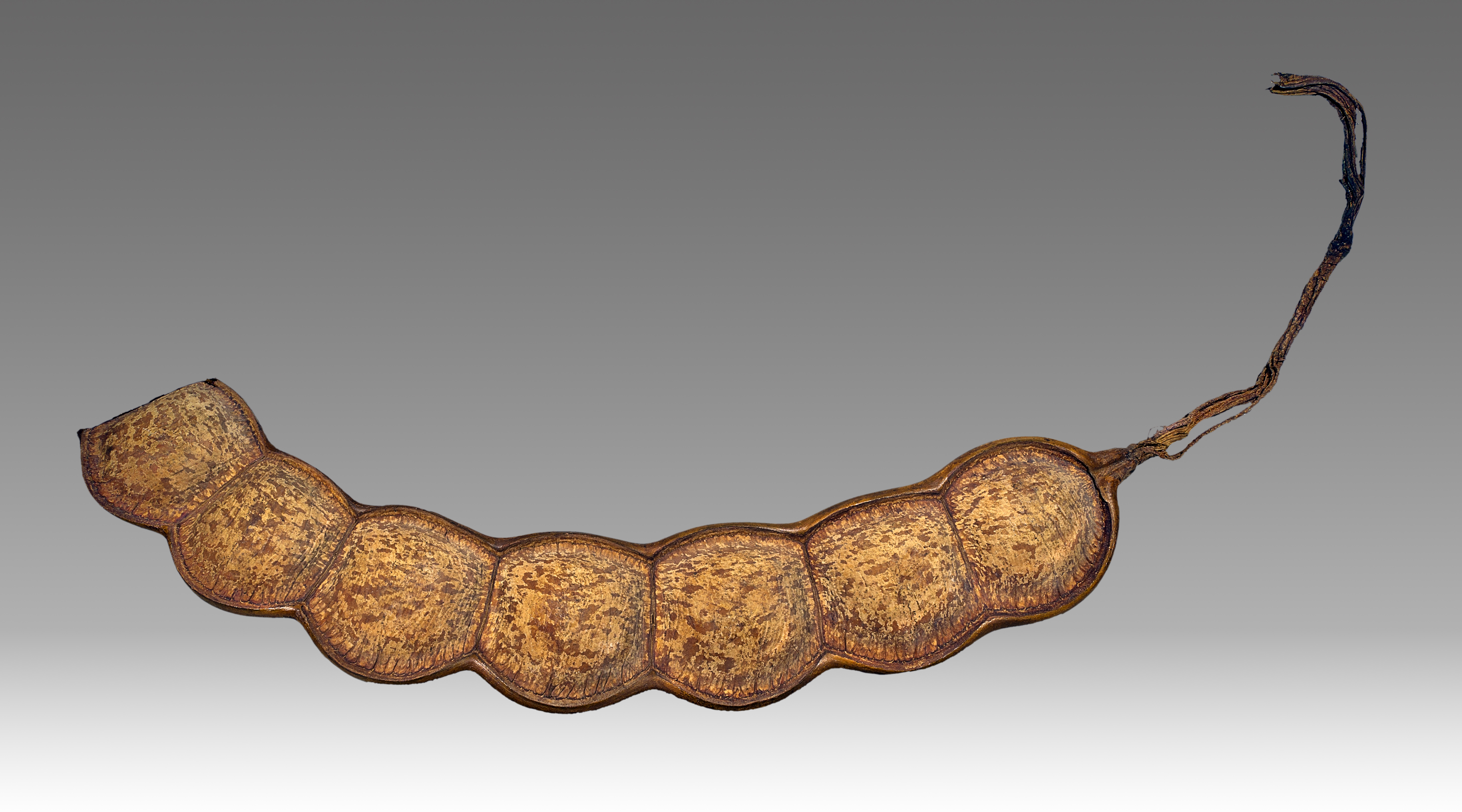
果實

其具有革质的二回羽状复叶，開黄色花，有香氣，穗状花序，花瓣有五片。三至四月間開花，果實在8月下旬成熟。它藥用可以治療風濕腰痛。
其下有兩個亞种：
- E. phaseoloides subsp. phaseoloides
- E. phaseoloides subsp. tonkinensis

## 扩展阅读
維基物種上的相關：榼藤
[在维基数据编辑]
 《欽定古今圖書集成·博物彙編·草木典·榼藤子部》，出自陈梦雷《古今圖書集成》
 《植物名實圖考·榼藤子》，出自吳其濬《植物名實圖考》